# Reversopelma
Genre
Reversopelma est un genre d'araignées mygalomorphes de la famille des Theraphosidae.

## Distribution
Les espèces de ce genre se rencontrent en Amérique du Sud.

## Liste des espèces
Selon World Spider Catalog (version 24.5, 12/11/2023) :
- Reversopelma herzogi Gabriel, Sherwood & Pérez-Miles, 2023
- Reversopelma petersi Schmidt, 2001

## Systématique et taxinomie
Ce genre a été décrit par Schmidt en 2001 dans les Theraphosidae.

## Publication originale
- Schmidt, 2001 : « Reversopelma petersi sp. n. (Araneae: Theraphosidae: Theraphosinae), eine neue Spinnenart aus dem Nordesten Südamerikas. » Arachnologisches Magazin, vol. 9, no 3/4, p. 1-10.